# 무타파 제국
무타파 제국(포르투갈어: Monomotapa, Empire of Great Zimbabwe)은 1250년부터 1629년까지 남아프리카 인근에 현재의 짐바브웨와 모잠비크의 영역을 차지하던 중세 제국이다. 현재까지도 대제국의 영광이 유산으로 남아 수많은 관광객을 모으고 있기도 하다.

## 어원
무타파(Mutapa)라는 단어는 정복한 대지라는 뜻이며 토착어로 왕은 mwene로 불리면서 정복왕 혹은 신이 내린 자라는 뜻으로 불렸다. 때문에 무타파 제국의 또다른 이름은 Mwene Mutapa이다. 여러 제국 역사서에는 이러한 명칭에 대해 설명한 문구가 발견되고 있다.

## 역사

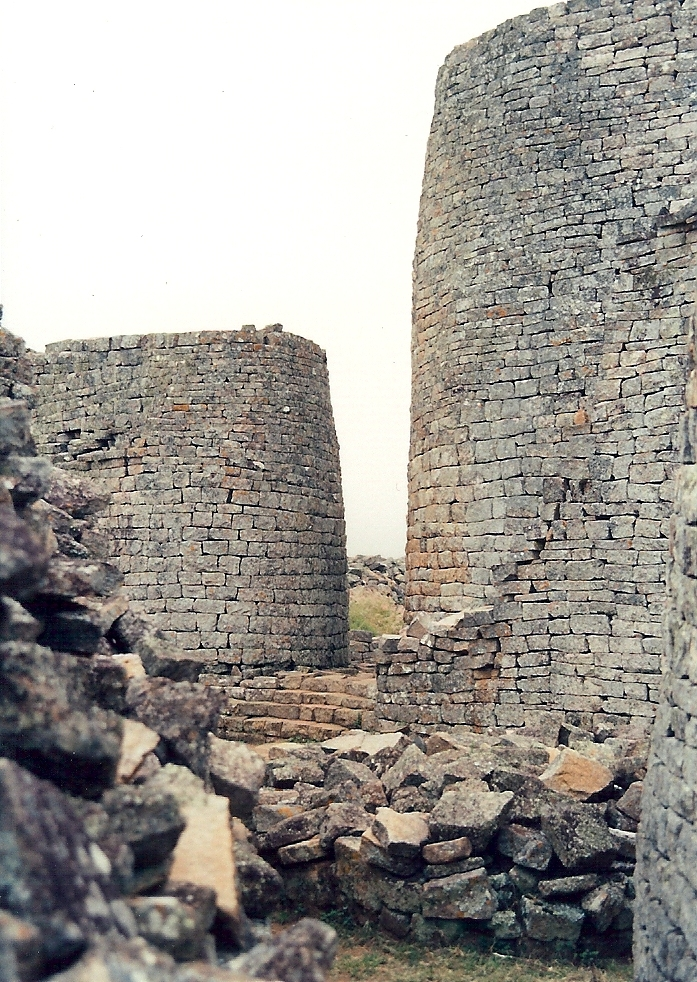
무타파 제국의 타워

제국은 로즈비(Rozvi)라는 사람이 건국했다고 여겨지는데 현대의 쇼나족 선조가 된다. 통치 왕조의 선대는 므비르 왕조라고 불렸으며 13세기에 영향력을 떨쳤다. 그 대의 훨씬 아래 후손인 니아심바(Nyatsimba)가 무타파 제국의 기본적인 기틀을 닦은 사람으로서 쇼나족의 조상 중에서도 영웅 중 영웅으로 손꼽힌다. 도자기나 천이 해안을 따라 금의 교역물로 쓰였다. 1400년까지도 세력을 유지했지만 머잖아 국가 기반이 흔들리면서 350km 북쪽으로 천도하게 됐다.
포르투갈인들이 쇼나족의 왕국을 정복하려 했지만 수년동안 정복에 실패했다. 그러는 동안에 무타파 제국은 포르투갈의 교란 작전에 의해 많은 영토를 잃고 주변국에 복속 혹은 포르투갈인의 금 약탈에 이용됐다. 당시 주변 강대국은 잔지바르와 키와 제국이었다.
후에 줄루족이 남하하면서 남아프리카 일대와 잠베지 강 이북 지대로 유입되자 다시 국력에 타격을 입는다. 심각한 가뭄에 시달리면서 많은 주민들이 다른 곳으로 이주했고 마침내는 1629년 포르투갈 세력에 의해 멸망했다.

## 엘도라도
무타파 제국의 풍부한 금광 보유는 포르투갈인의 입소문을 통해 유럽 전역으로 퍼지면서 성경에 명시돼 있는 솔로몬 왕의 금광에 대한 유혹을 불러일으켰다. 성경 구절에 적혀 있는 전설적인 금광은 솔로몬 왕이 오필이라는 지방에서 찾았다고 전하는데 유럽인들이 무타파 제국의 영토 일대를 그곳으로 믿게 된 것이다. 때문에 1500년대 포르투갈 함대와 여러 사람들이 남아프리카 일대를 파헤치고 다닌 것은 전혀 이상한 일만은 아니었다. 여러 기록에 따르면 유럽인들이 무타파 제국을 통해 엘도라도를 꿈꿨다고도 하며 초기 식민 개척자들은 분명 그러하였다. 그러나 머지 않아 금광의 자원이 고갈되고 제국 내 영토에서 더 이상의 금이 채굴되지 못하게 되면서 금광 무역의 영화는 곧 사라진다.

## 같이 보기
- 그레이트 짐바브웨
- 짐바브웨의 역사